# Alboury Ndiaye
Pour les articles homonymes, voir N'Diaye.
Alboury Ndiaye (c. 1847 - 1901,,) Bourba est un roi du Djolof, un ancien royaume sur le territoire de l'actuel Sénégal – avant son annexion par la France. C'est une grande figure de la résistance à la pénétration coloniale au XIXe siècle.

## Ses débuts
Sa mère Seynabou Amadou Yella Diop (également connu sous le nom Sainabou Hewarr Jobe en Gambie), appartenait à la famille de Lat-Dior Ngoné Latyr Diop. Son père était Biram Penda Diémé Ndioté Ndiaye, mort 1851, à la bataille de Ngueunenene ou Ngenenen,.
Vers l'âge de 9 ans, il fut envoyé à la cour du Damel Kajoor (roi du Cayor), Birima Ngoné Latyr Fall. Il grandit à la cour royale avec son oncle Lat-Dior. Après avoir été auxiliaire de Lat-Dior durant ces combats contre les colons européens au Cayor et au Saloum en compagnie de Maba Diakhou Bâ, puis enfin contre le marabout Amadou Cheikhou Déme, qui fut battu, il rentre au Djolof à Yang-Yang, où il est intronisé roi en 1875.
Après 1875, en 1878, Alboury Ndiaye est attaqué par les troupes du frère d'Amadou Cheikhou, nommé Bara. Alboury battit les troupes de Bara, et tua celui-ci à Diamé. À la suite des difficultés que connaît le Sénégal à cette période (lutte anticoloniale), le Djolof est en proie à des conflits internes, les demi-frères de Alboury, Biram Ndiémé Coumba Ndiaye et Pathé Diouf Ndiaye, mènent une rébellion contre Alboury. Après plusieurs batailles, Biram Ndiémé est tué avec d'autres chefs de rébellion.
En 1881, en vue de la lutte anticoloniale, le Damel-Teigne Lat-Dior convoqué au Cayor, Alboury Ndiaye du Djolof, l'almamy du Fouta, Abdoul Aboubakar, et Ely Ndjeubeut, roi du Trarza en Mauritanie, fils de la reine Djeubeute Mbodji du Waalo. Après plusieurs combats contre les colons, ils sont en difficulté, les Français ont repoussé les raids des résistants, Lat-Dior est forcé de fuir au Djolof, au Cayor les colons ont installé au pouvoir un damel favorable aux Français, Amary Ngoné Fall, puis Samba Laobé Fall. Au Djolof, les résistants organisent les plans d'attaque, des forteresses militaires sont construites un peu partout. Samba Laobé Fall projette d'attaquer le Djolof, avec l'aide de Samba Laobé Penda, frère de Alboury, qui souhaite régner à la place de son frère. Le 6 juin 1886, à Guilé, les troupes de Samba Laobé Fall sont défaites. Alboury en profite pour attaquer le Cayor, afin de réinstaller Lat-Dior au pouvoir. Les colons français redoutent Alboury Ndiaye, ils obligent Samba Laobé Fall à payer les dommages de guerre à Alboury, afin de rétablir la paix. Samba Laobé Fall se rend à Tivaouane pour chercher une aide économique en vue du paiement des dommages. Mais là-bas une troupe de colons dirigée par Spitzer l'attend. Arrivés à Tivaouane, les colons se jettent sur Samba Laobé et l'assassinent, c'était le 24 octobre 1886. Le Cayor est définitivement annexé et divisé en six provinces. Entre le 26 et 27 octobre 1886, à la bataille de Dekhelé, Lat-Dior est tué après un très rude combat.

## Résistance à l'est, au Soudan occidental et au Niger
Au Sénégal, à cette période, les plus grands résistants sont tous défaits, il ne reste qu'Alboury Ndiaye.
Le 18 avril 1885, Alboury Ndiaye et les colons français signèrent un accord, qui stipulait qu'en échange de la non-agression de la France sur le Djolof, celui-ci devait donner son fils Bouna Alboury Ndiaye à l'École des otages. Alboury ne respecta pas l'accord, il refusa par la suite d'envoyer son fils à l'École des otages. Après Lat-Dior, la France décide de détruire Alboury. Le 24 mai 1890, une armée dirigée par le colonel Dodds attaque le Djolof. Suivant la politique de la terre brûlée, Alboury incendie Yang-Yang, la capitale du Djolof. C'est à cette occasion qu'il a été surnommé "le roi faroteur".
Ne pouvant plus compter sur l'aide d'un souverain résistant au Sénégal, et ne voulant pas se rendre, il part vers l'est au Soudan occidental (futur Mali), pour aller chercher des alliés comme les souverains Ahmadou Tall, fils de El Hadj Omar Tall, de l'empire toucouleur Tidjane de Ségou, Samory Touré du Ouassoulou, Tiéba Traoré roi du Kénédougou, actuelle région de Sikasso. Avec leur appui, il souhaite combattre l'avancée des colons européens et créer un grand État musulman du Sénégal au Niger. Le Djolof est annexé par la France en tant que protectorat avec Samba Laobé Penda, frère de Alboury Ndiaye, qui s'en voit confier la direction. Alboury Ndiaye prend la route de l'est pour le Kaarta rejoindre Ahmadou Tall.
À la fin de l'année 1890, il arrive à Nioro du Sahel, où Ahmadou Tall est en plein combat contre l'armée française dirigée par le colonel Archinard. Le fils de Alboury Ndiaye est capturé par les Maures. Les Français dirigés par Dodds le récupèrent et l'amènent à l'École des otages. À Nioro, Alboury et Ahmadou alliés lancent plusieurs raids contre les Français. Le combat tourne à l'avantage des Français, Ahmadou souhaite abandonner sous les conseils de ses généraux, mais Alboury redonne à Ahmadou l'envie de continuer le combat en lui remémorant la mémoire de son père Oumar Tall qui donna sa vie à la lutte. Après plusieurs heures d'accalmie, Alboury vérifie si Nioro est finalement occupée. Du haut d'une colline, il voit flotter le drapeau tricolore. Alboury lance une dernière attaque sur les troupes françaises avec 300 cavaliers, couvrant ainsi la retraite de Ahmadou Tall, qui, lui, part en direction du Macina pour préparer la guerre là-bas, où son frère Mounirou a le commandement des troupes.
Mounirou ne souhaitait pas donner le commandement des troupes à son frère aîné, mais le fils de l'almamy du Boundou, Koly Modi, envoie des sages marabouts de Bandiagara sur place afin d'éviter que les deux frères entrent dans une division qui pourrait leur nuire. Mounirou accepte de donner le commandement à Ahmadou.
Deux ans plus tard la France arrive. Ahmadou, régnant depuis Bandiagara, prépare la contre-attaque en tentant de s'allier avec Samory et Tiéba, et de profiter de ce que la région de Nioro, où Mademba Sy, un roi favorable au Français, a été installé, est en pleine rébellion. Mais Samory et Tiéba sont divisés et l'unité ne peut être réalisée. La colonne d'Archinard profite des divisions et les renforcent, gagnant de plus en plus de terrain. Alboury et Ahmadou et leurs troupes tentent plusieurs embuscades, mais ils se font toujours repousser par les français qui avancent vers Bandiagara et l'encerclent, enfermant Alboury et Ahmadou. Ahmadou est entouré d'une trentaine de ses hauts dignitaires du Fouta-Toro, du Boundou ainsi que des membres de sa famille. Cette nuit ils se réunissent pour décider quelle stratégie ils vont adopter, en sachant qu'ils sont encerclés, en même temps Alboury Ndiaye est en plein travail d'éclaireur afin de se rendre compte de la position des Français, il finit par trouver un point par lequel ils pourront s'échapper de Bandiagara avant le lever du jour. Le jour approche, Alboury et Ahmadou ainsi que leur suites prennent la route de Sokoto.
Archinard pénètre à Bandiagara le 28 avril 1893, il installe comme Fama, Aguibou, un Foutanké favorable aux Français, ancien sultan de Dinguiray, ils laissent dans la ville des Tirailleurs et des Spahis, sous le lieutenant Bouverot. Ségou, Mopti et Djenné étaient déjà soumis. Il charge le colonel Blachère de poursuivre Alboury et Ahmadou. Il les rattrape au niveau de Douentza le 19 mai 1893. Une bataille s'engage, et il y a une centaine de morts du côté de Ahmadou et Alboury, ceux-ci réussirent à blesser plusieurs soldats des troupes coloniales et à tuer le lieutenant Arago. Les deux résistants poussent toujours plus vers l'est, ils atteignent Dallah, où Blachére capture des membres de la famille de Ahmadou, avant de se retirer vers Bandiagara. Les deux résistants vont vers Hombori. Ils passent par Djlgodji, puis par le village Aribinda, où ils séjournent un mois. Ils poursuivent jusqu'au pays peul du Dori. Le chef des peuls, Bayero, les reçoit. En voyant arriver Alboury, Ahmadou et leurs armées, il souhaite s'unir afin qu'il puisse venger l'affront des Djermas, qui l'avaient chassé du pays de Tampkalla. Mais les troupes d'Ahmadou et Alboury sont fatiguées par toutes ces péripéties. Au nombre de 10 000 hommes au départ, la troupe s'est dispersée très vite, certains retournèrent au Soudan, d'autres se mirent sous l'autorité de certains chefs locaux. Finalement il ne resta que 3 000 hommes autour de Alboury et Ahmadou. Après un long séjour à Dori, les résistants reprennent le chemin de l'est. Alors en chemin vers l'est, une grande bataille s'engage face à une grande coalition de Sonrhaïs Djermas, et de Touaregs, tous dirigés par Issa Korombé, ce fut à Dambou. L'arrivée importante d'hommes étrangers au territoire suscita la colère du souverain du pays. La puissance et l'adresse de Alboury Ndiaye marqua la tradition, qui le considère comme l'homme de la bataille de Dambou, celui sans qui les Peuls et les Foutankés armés de fusils seraient tombés aux mains des ennemis, en plein pays sonhrai. La bataille eut lieu entre janvier et février 1894, sur une plaine sableuse en bordure du fleuve Niger. En mai 1897, les colons français arrivent sur le pays, et occupant Say, les deux résistants étaient à Dounga, et les colons approchèrent de plus en plus. Alboury Ndiaye et Ahmadou Tall était sollicités par les divers clans peuls de la région, qui voulaient en finir avec le joug des Djermas et également lutter contre la pénétration française. Ils se séparent un moment, Ahmadou combattant sur Dosso, et Alboury avec ses suivants Wolofs sur Ouro-Gueladjo. Après leurs luttes qui n'en finissaient pas, ils se rejoignirent de nouveau pour rejoindre Sokoto. Pour rejoindre Sokoto il fallait traverser le pays Djerma, décidés à se battre à la moindre pénétration, ils décident donc de contourner par le nord, puis par le pays Maouri, de traverser la zone désertique, afin de redescendre par l'est de Dogondoutchi, dans Sokoto. Durant leurs pérégrinations, ils se séparent de Bayero.
C'est en traversant le pays Kourfey, habité par des Haoussas, animistes et redoutables guerriers, que les catastrophes allaient commencer.
Le chef Haoussa Goumbi, à Bonkoukou, donna l'ordre aux habitants du village de bien accueillir les deux guerriers, afin de leur ôter toute méfiance, sachant que les deux résistants avec leurs hommes étaient armés de fusils perfectionnés. Les femmes étaient chargées de s'occuper des guerriers en cavale. La nuit en plein repos parmi les femmes, les hommes haoussas, pillèrent et tuèrent presque tous les hommes d'Ahmadou et Alboury.
Très vite le reste reprit la route de Sokoto, par Chical, Baguendoutchi, où il fallut livrer bataille pour passer, surtout l'armée du roi Bâgâdji, qui fut repoussée, puis par Matankari, qui porte encore le nom de route des Foutankés.
Ils étaient enfin arrivé au pays Sokoto, mais pas dans la ville, car c'est la ville que les résistants voulaient atteindre, où les attendaient le sultan Abdourahmane, lui-même membre de la famille de Ahmadou Tall. C'est avec lui qu'il fallait s'allier pour espérer vaincre les colons.
Avant d'entrer dans la ville de Sokoto, Ahmadou tomba malade à Bâjagha, il s'arrêta pour camper au village de Maykouloukou. D'après les traditions, malgré son envie de rejoindre le Sultan de Sokoto, Ahmadou pensait qu'il risquait la mort s'il entrait à Sokoto, à cause de l'hostilité des Haoussas à son égard, sachant que Sokoto était leur ville principale. D'après la tradition, après avoir reçu la visite de son père El Hadj Omar Tall, dans un rêve, durant une nuit, celui-ci lui conseilla d'en rester là. Quelques jours plus tard la maladie l'avait pris durement, les gens l'empêchaient même de sortir. Il mourut en 1897,,. À sa mort il était entouré de Abdoul Hammadi, Samba Ndiaye Raky, Sirandou, Ahmadou Aïchata, Mohammed-Madani, Karamoko, Hâbib. L'annonce de sa mort au Sultan de Sokoto se fit par courrier. On procéda immédiatement à des funérailles très religieuses.

## Fin de Alboury Ndiaye
Alboury Ndiaye continua sa route seul vers Sokoto, à Tounfalizé, où il avait vengé le guet-apens des Haoussas. Il continua seul le combat avec ses hommes les plus fidèles et les Peuls. Les colons français avancèrent toujours, ils occupèrent désormais Dosso, et s'allièrent avec les Haoussas. La tradition rapporte qu'Alboury Ndiaye sut que sa fin était proche, un jour où il se sentit vraiment humilié, la première humiliation de sa vie, dit-on. Fatigué de cette cavale, il trouva un jour une calebasse de lait, il but en cachette le lait de la calebasse, qui appartenait à une femme.
La femme arriva et accusa Alboury d'avoir bu son lait, Alboury nia, un garçon survient et l'accuse à son tour, Alboury se tourna vers son griot et lui dit : « Je ne suis plus rien puisque ma parole est mise en doute, c’est le signe que je n’en ai plus pour longtemps ». D'après la tradition il mourut à Kalakala, et fut enterré à la place même. Il mourut d'une flèche empoisonnée tirée par un enfant in-circoncis, qui le toucha à l'auriculaire.
On lui coupa le bras, et on amena ce bras infatigable, responsable de nombreuses victoires militaires, à Dosso. Le bras fut enterré dans la grande mosquée face au palais du Djermakoy. L'enterrement était digne de celui d'un grand roi. Au Niger, dans les régions qu'il a traversées, de nombreux toponymes Wolof signalent la trace de son passage. Encore aujourd'hui on l'appelle l'indomptable Bourba Ndiaye.

## Sources
- « Alboury Ndiaye, dernier grand Bourba du Djolof » (article de Bocar Cissé dans Éthiopiques, no 19, juillet 1979)